# Seleção Sueca de Voleibol Masculino
A seleção sueca de voleibol masculino é uma equipe europeia composta pelos melhores jogadores de voleibol da Suécia. A equipe é mantida pela Federação Sueca de Voleibol (Svenska Volleybollförbundet). Encontra-se na 77ª posição do ranking mundial da FIVB segundo dados de 4 de janeiro de 2012. Teve o seu melhor período entre 1985 e 1995, tendo conquistado a medalha de prata no Campeonato da Europa em 1989.